# Pardosa gothicana
Pardosa gothicana là một loài nhện trong họ Lycosidae.
Loài này thuộc chi Pardosa. Pardosa gothicana được Allen Lowrie & Charles Denton Dondale miêu tả năm 1981.